# 1994年リレハンメルオリンピックのウクライナ選手団
1994年リレハンメルオリンピックのウクライナ選手団（1994ねんリレハンメルオリンピックのウクライナせんしゅだん）は、1994年2月12日から2月27日までノルウェーのオップラン県リレハンメルで開催された1994年リレハンメルオリンピックのウクライナ選手団、およびその競技結果。

## 概要
1991年のソビエト連邦の崩壊により、1992年アルベールビルオリンピックと1992年バルセロナオリンピックにはEUNで参加、1994年リレハンメルオリンピックからウクライナとしてのオリンピック参加を果たした。
フィギュアスケートではオクサナ・バイウルが旧ソ連時代を含め史上初の女子シングル金メダルを獲得した。

## メダル
| メダル | 選手名                 | 競技               | 種目         |
| ------ | ---------------------- | ------------------ | ------------ |
| 金     | オクサナ・バイウル     | フィギュアスケート | 女子シングル |
| 銅     | ヴァレンチナ・ツェルベ | バイアスロン       | 女子7.5km    |